# Военни действия в мирно време
„Военни действия в мирно време“ е български игрален филм (драма, късометражен, романтичен) от 1922 година, по сценарий и режисура на Васил Гендов. Оператор е Йосиф Райфлер.
Според Васил Гендов снимките за филма са започнали през април 1919 г., а премиерата се е състояла през есента на 1919 г.

## Актьорски състав
- Александър Кребс – Офицерът
- Жана Гендова – Момичето
- Васил Гендов – Първи агент
- Драго Алексиев – Втори агент
- Георги Сотиров – Трети агент